# 小穴喜一
小穴 喜一（おあな きいち、1881年〈明治14年〉6月26日 - 1953年〈昭和28年〉6月18日）は、日本の弁護士。書家。号は雨堂。1907年に弁護士登録してから約46年にわたり弁護士として活動した。

## 来歴
1881年（明治14年）6月26日、長野県南安曇郡温村楡（現在の安曇野市三郷温）に小穴善平とちよの二男として生まれた。小穴家は、貞享騒動に加担して処刑された小穴善兵衛の末裔家である。
若くして、松本の弁護士界の重鎮であり親戚筋でもある森山儀文治の書生となる。
1901年（明治34年）9月、森山儀文治の支援により上京して明治法律学校（明治大学の前身校の一つ）に入学する。1904年（明治37年）7月、明治大学法科（1903年3月専門学校令に基づき明治法律学校から名称変更）を卒業した。
1905年（明治38年）、判事検事登用試験に合格し、司法官試補（現在の司法修習生）に採用される。
1907年（明治40年）10月7日、司法官試補の修習を終えて依願免職した。
1907年（明治40年）10月31日、長野地方裁判所検事局の弁護士名簿に弁護士登録する（官報1907年11月06日）。松本市片端町（片端1043番地）の森山儀文治の法律事務所に入所した。その後、森山の長女みどりと結婚して独立し、同市南土井尻町（土井尻888番地）に移転した。結婚により喜一は「森山閥の1人」とみなされた。新人時代に、松本検事局の検事から「横山勝太郎に酷似せり」と言われたという。
1914年(大正3年)10月、小里頼永（松本市長、衆議院議員）、井口良一(画家)らとともに書道研究のための団体(文硯会)を立ち上げる。
1927年（昭和2年）、松本市新田町の清水宅（旧松本市立田町小学校前。現在の北深志1丁目）を買い取って同市新田町（新田町319番地）に移転した。
1949年（昭和24年）弁護士法が改正され、同年10月24日、現行の長野県弁護士会が設立された際、初代の会長に選ばれた。長く弁護士会の松本在住会幹事を務め、弁護士会にも多くの貢献をなした。
晩年、松本図書館協会（松筑図書館協会（1967年3月解散）の前身）の理事として図書館活動にも参画した。
長野県弁護士会会長を辞した頃から胃癌に罹患し名古屋大学教授であった長男進也の勧めにより名古屋大学医学部附属病院で治療していったんは快復したものの、1953年（昭和28年）5月末に肝臓癌により再度名大附属病院に入院する。同年6月18日に死去した（満71歳没）。葬儀は松本市蟻ケ崎の正麟寺で行われた。法名は天倫院法達眼清居士。前記の通り小穴善兵衛の子孫であるため、喜一と家族の墓も善兵衛の墓のある通称「いちょう堂」の敷地内にある。これは、当初、正麟寺にあった墓を長男の進也がいちょう堂の小穴家の墓地に移したものである。

## 人物

### 書家として

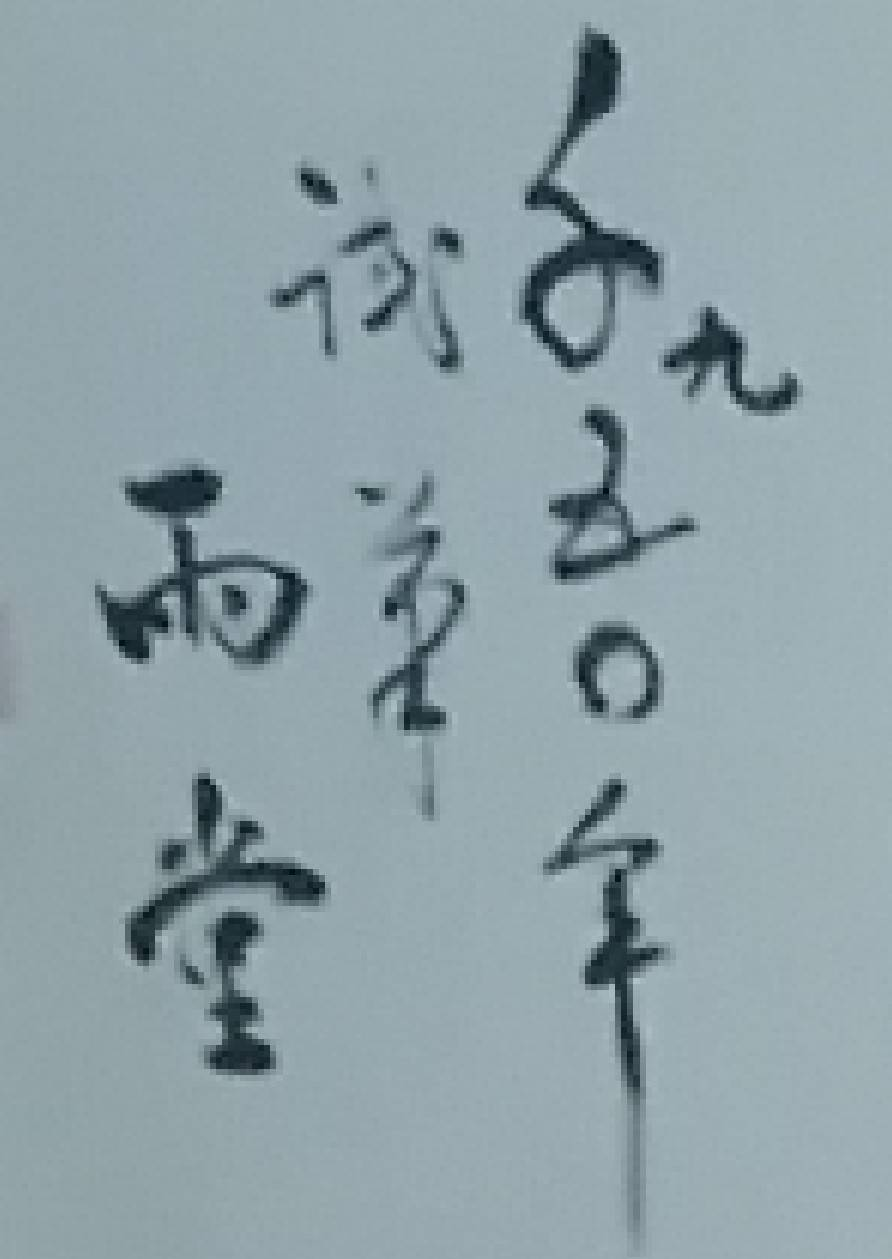
小穴雨堂の署名。1950年（昭和25年）

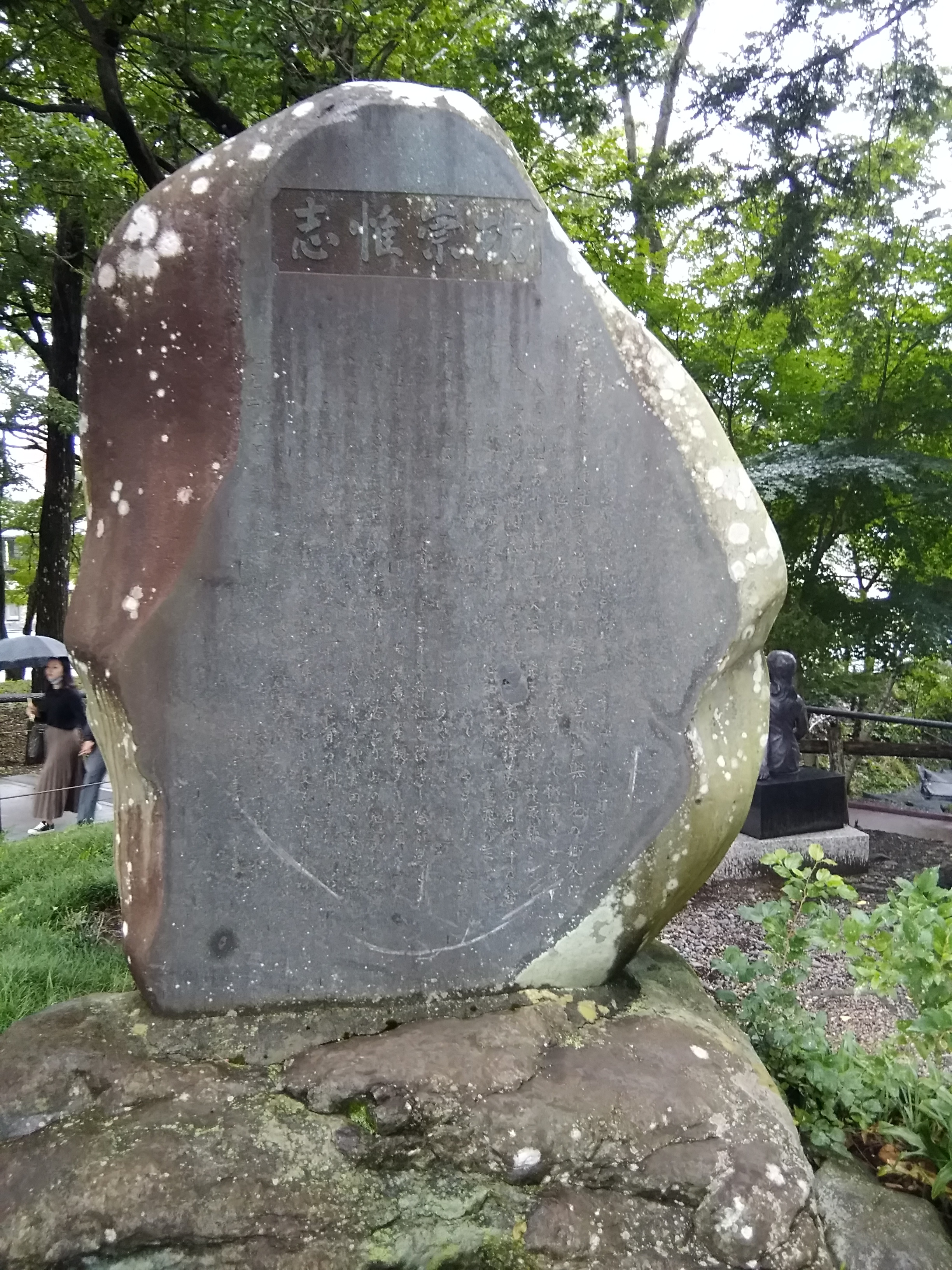
深澤勇市の頌徳記念碑。昭和15年5月3日。太田伯一郎撰、小穴喜一書

書道に造詣が深く、はじめ木除草堂、後に雨堂と号した。若き日の山口蒼輪にも書を教えたほか、1914年（大正3年）10月、井口良一、青沼尚、小里頼永、石川源司、志賀正人、三村寿八郎、牧伊三郎、藤岡亀三郎、武野光江ら20余名の同志と書道研究のため文硯会を興し各派の書道について研究し、松本盆地（松本、安曇野地域）における書道界に寄与した。「肥えた人は太い字を書き、痩せた人は痩せた字を書く」が持論で、自身は細い字体の書を書いた。
大王わさび農場内にある初代深澤勇市の頌徳記念碑は小穴喜一の筆である。
中国に渡航して書の研究をしており、後述の小穴文庫には中国で収集された資料が少なからず含まれている。

### その他
性質をよく呑み込まなければ近寄り難いから事件の数は多いとはいえなかったが、銀行関係その他手堅い事件を処理し相当の財を残した。しかし、自身は「弁護士は畢竟金持の金庫の番犬に過ぎないから弁護士稼業は嫌いである」と言って書道をはじめ趣味の世界に注力し、2人いた子供も弁護士にしようとはしなかった。小山潤一郎は「所謂弁護士らしからぬ弁護士。文人気質の大弁護士」と評している。
「小穴弓左衛門」と号して弓道をたしなみ、謡曲、易学、囲碁にも造詣が深かった。1938年刊行の松本近郊囲碁鑑の番付には行司の1人として掲載されている。
直情径行型の人で歯に衣着せず思い切ったことを言う性格であったため「森山（儀文治）の威光を笠に着ている」と誤解を受けた向きもあった。しかし、深く付き合えば多少わがままな面もあるが話好きで親切な人であったとされ、同じ松本市で弁護士をしていた棚橋小虎も、1942年（昭和17年）に衆議院議員選挙への立候補を計画中、小穴喜一を選挙事務所の事務局長に据えようとしているほか、小虎が小穴宅に立ち寄って世間話している様子が棚橋小虎日記から見て取れる。
貞享騒動で処刑された小穴善兵衛の末裔であるが、貞享騒動をテーマに半井桃水が執筆した小説『創作義民嘉助』については、あまり触れられたくなかったようで、その話をすると顔を赤らめていたといい、義民嘉助が演劇化され東京の明治座で上演された際には、「先祖の芝居を見せられるのは嫌だ、よくも悪くも見るに耐えない」といって、見ようとしなかったという。

## 旧小穴喜一家住宅
小穴喜一が昭和初期から自宅及び法律事務所とした松本市北深志1丁目の旧清水宅は、主家と書庫が1920年以前の建築とされ、松本市の商家清水氏が建築したものである。玄関から中廊下を通してその南側に洋室と和室が付属した和洋折衷住宅だった。喜一は家族の療養のため、1936年に敷地に離れを建設している。
小山潤一郎によると、自宅の雰囲気は弁護士的というより文人的で、法律書は置かず、書棚には美術全集が置かれ、玄関には安井曾太郎のバラ、応接の壁間にはルノワールや梅原龍三郎の裸婦像の複製画を飾り、ドイツ製のピアノを置いていたという。法律書は持ち合わせず、かわりに法帖の珍品を収蔵していた。
住宅は喜一の没後に松本市の菓子卸商家が買い受けた。2016年（平成28年）に松本市の近代遺産に登録されている。2022年（令和4年）に国の登録有形文化財となる。所有者は2019年に変わっており、これは解体を危惧した関係者が保存の意思を持つ所有者に移したという経緯による、

## 小穴文庫
法帖285点をはじめとした書道関係資料は喜一没後の1954年10月に遺族から松本市図書館に寄贈され、「小穴文庫」となっている。寄贈した妻の小穴みどりは信濃毎日新聞の取材に対して「主人は16のときから筆をもたない日はないくらい書道に打ち込んでいましたし、この資料の多くは同好の方から譲っていただいたものです。その上、主人はほとんど毎日のように図書館通いをさせていただいた関係もあって寄贈しました」と述べている。

## 家族
妻は森山儀文治の長女みどり。名古屋大学名誉教授の小穴進也は長男。二男山彦も東京帝国大学に進学して物理学を専攻したものの大学卒業後結核を患い、1952年に早逝した。